# 巽他陆棚

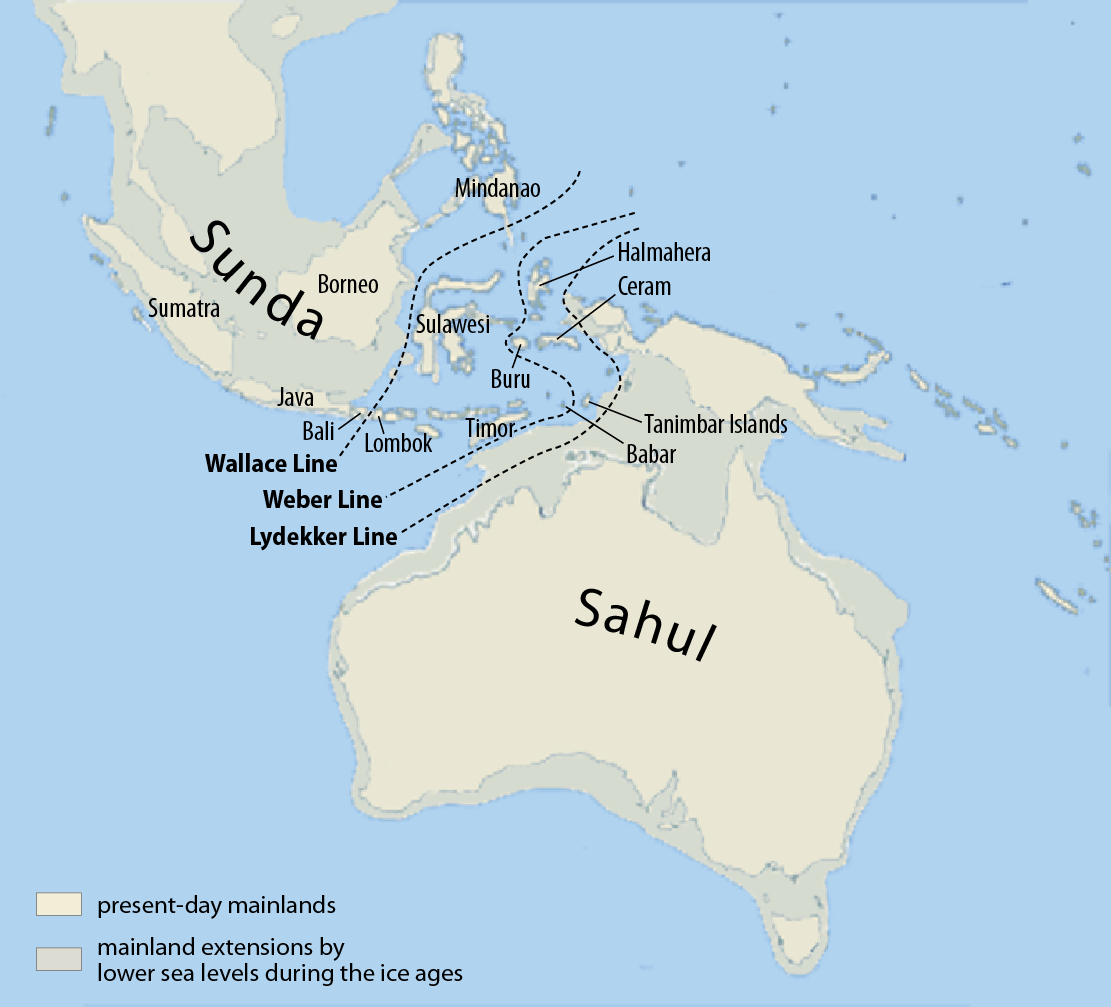
巽他与澳洲大陆

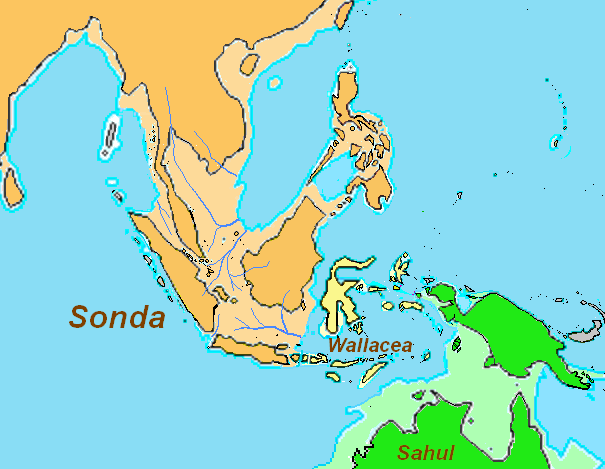
巽他古陆的水系

巽他陆棚是东南亚的向东南方向延伸的大陆架。陆地部分包括了马来半岛、苏门答腊岛、加里曼丹岛、爪哇岛、巴厘岛及附近小岛屿。 覆盖区域约1.85百万km2。海洋部分的深度很少超过50米，大部分深度甚至不足20米，这导致了强烈的海水流动的底部摩擦与强烈的潮汐摩擦。 巽他陆棚以陡峭的海底坡度与菲律宾、苏拉威西、小巽他群岛分隔开。 
巽他古陆（英语：Sundaland）是一个生物地理学上的概念，指的是末次冰期由于海平面下降而在东南亚地区露出水面并连成一体的陆地。 
巽他陆棚的海域是相对稳定的古准平原，低地震活动、低重力异常、没有活火山。
14.6-14.3千年前，300年间海平面快速上升了16米。
当前的海平面淹没了更新世的Molengraaf河流系统 - 18,000至20,000年前位于巽他古陆的三条大河。在更新世最干旱的时候，以西加里曼丹与苏门答腊的大部分为流域区的大巽他河（Great Sunda River）在勿里洞岛与加里曼丹岛之间向东北流至南、北纳吐纳群岛之间。 北爪哇与南加里曼丹成为一条东向大河的流域。
巽他陆棚的东侧是莎湖陆棚，二者以华莱士线为界。